# Одди, Диего
 Дие́го О́дди  (итал. Diego Oddi; 6 июня 1839, Валлинфреда, Италия — 3 июня 1919, Субьяко, Италия) — блаженный Римско-Католической Церкви, монах из монашеского ордена францисканцев.

## Биография
До вступления в монастырь францисканцев работал вместе с родителями. Несколько раз совершил паломничество во францисканский монастырь в Беллегре, Италия, в который вступил в 1871 году, в возрасте 42 лет. В 1889 году принял монашеские обеты. Следующие 40 лет жил в одной из деревень провинции Абруццо как отшельник. Уделял большое внимание духовной жизни, проводя большую часть своей повседневной жизни в постоянной молитве. Несмотря на то, что был безграмотным, занимался катехизацией и проповедью христианской веры среди односельчан, чем заслужил уважение и любовь среди них. Умер 3 июня 1919 года, в возрасте 80 лет.

## Прославление
3 октября 1999 года Диего Одди был причислен к лику блаженных римским папой Иоанном Павлом II.
День памяти в Католической церкви — 3 июня.